# 元世勲 (1888年生)
元 世勲（ウォン・セフン、朝鮮語: 원세훈/元世勳、1887年7月11日または1888年 - 1959年12月25日）は、日本統治時代の朝鮮、満洲、ロシアの教員、独立運動家、大韓民国、朝鮮民主主義人民共和国の政治家。第2代韓国国会議員。
本貫は原州元氏。号は春谷。

## 経歴
咸鏡南道定平郡または漢城府出身。漢文修学を経て、1909年大東法律専門学校中退または卒業。1911年に秘密結社の独立団を組織して活動した。東満洲の間島に亡命し小学教員を務めた後、1914年に間島の日本領事館の逮捕令から逃避し吉林・天津・北京・青島へ逃亡したが、第一次世界大戦の勃発によりまた北満洲の穆棱県に行って安泰勲・朴茂林・安恭根らと共に活動した。1915年にロシアのニコラエフスクに亡命し、1919年の三・一運動までは文昌範と共にチタやニコリスクで活動したほか、李東輝・李相卨・李東寧・李甲らと沿海州各地で学校を設立し、鉄血光復団を組織した。1917年に全露韓族会中央総会常任委員・財政部長・副議長を経て、1919年に大韓赤十字社常議員、1920年に大韓国民議会副議長・財務部長、1921年に上海国民代表会議召集者、1923年に国民代表会議露領韓族代表、そのほか大韓民国臨時政府委員も務めたが、1924年3月、ウラジオストクでの活動中にソ連当局により追放された。青島を経て北京に行って北京大学露文科を卒業し、安昌浩と会って韓国独立唯一党北京促成会も結成したが、北京での独立党組織の活動中、独立党組織促進会の結党式の前に張作霖の軍隊に逮捕され、蒋介石軍と内通したという理由で1か月間に中国の警察の尋問を受けた後（別説では、中国で朝鮮独立運動を宣伝していたが、申采浩ら5人の救出運動により中国の警察に逮捕された後）、日本公使館を通じて朝鮮に送還されて、新義州刑務所で2年間服役した。その後は京城で教育協会の兪鎮泰と共に啓蒙活動をして、雑誌を発行して朝鮮総督府を批判したが、国外脱出の試みはいずれも失敗した後、平沢市安仲に隠居した。光復後は高麗民主党の創設に参加し、宋鎮禹と共に国民大会準備会副議長を務め、大韓国民代表民主議院議員、韓国民主党総務、非常国民会議議員、左右合作委員会委員、民衆同盟代表、南朝鮮過渡立法議院官選議員を務めたが、1946年9月に韓国民主党を脱退した。その後は朝鮮農民党創設者・首席総務、民族自主連盟委員を務めた。1948年4月、金奎植と共に民族自主連盟の代表として南北協商に参加した。
1950年の第2代総選挙では尹致暎を下して当選したが、同年の朝鮮戦争の際に北朝鮮に拉致された。以後1956年7月から在北平和統一促進協議会常務委員を務めたが、1959年にスパイ罪で粛清され、同年12月25日に亡くなった。1989年に建国勲章独立章が追叙された。